# Vláda Alfreda von Potockého

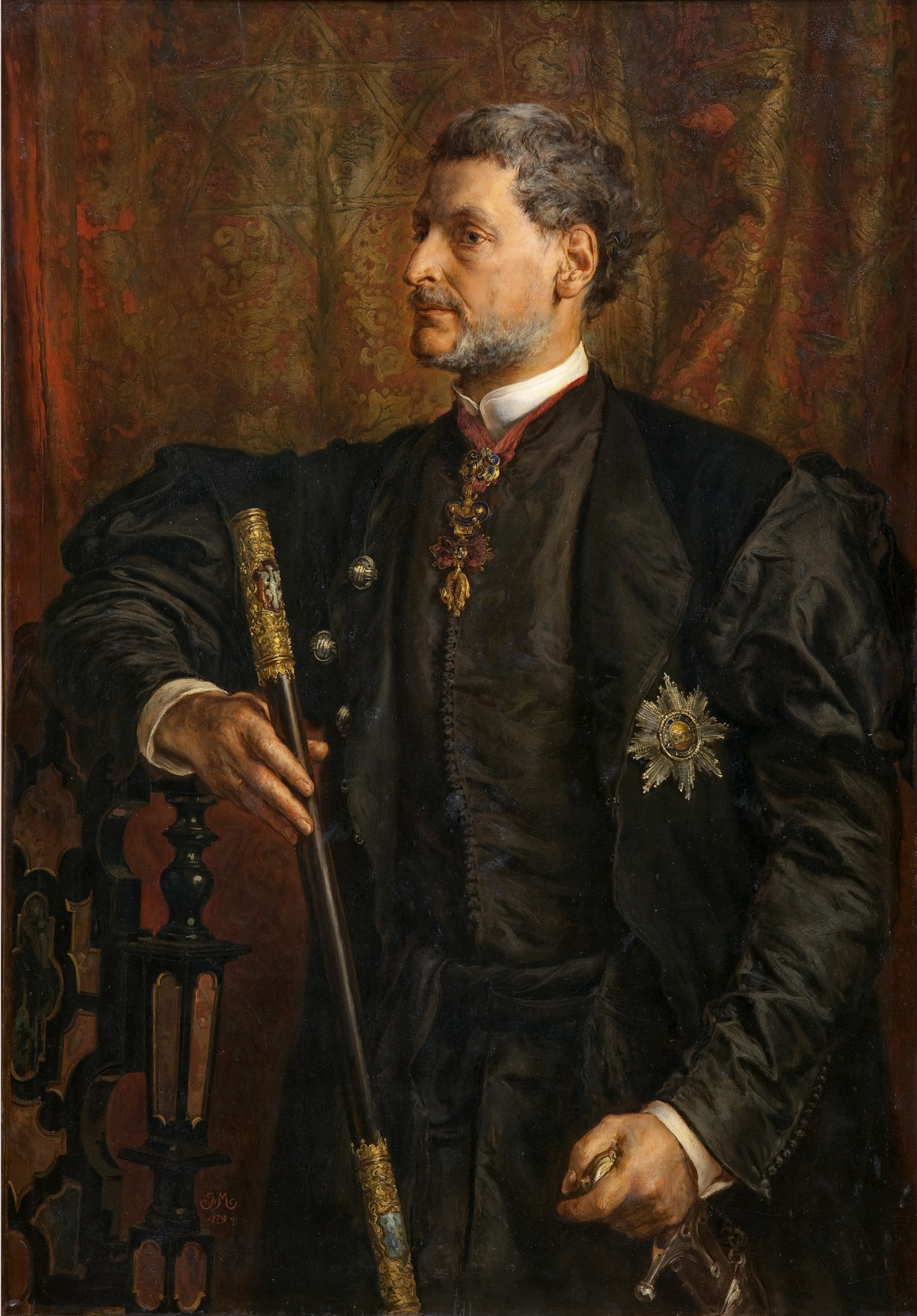
Ministerský předseda Alfred Potocki roku 1879 (autor malby Jan Matejko)

Vláda Alfreda von Potockého byla vláda Předlitavska, úřadující od 12. dubna 1870 do 6. února 1871. Po neúspěchu Hasnerova kabinetu v otázce účasti českých a polských poslanců na říšské radě sestavil novou vládu Alfred Potocki, který sice vyjednával s českými aristokraty, staročechy i mladočechy, tato jednání ovšem nepřinesla žádný reálný výsledek. Když Český zemský sněm několikrát odmítl říšskou radu obeslat, vypsala Potockého vláda v Čechách přímé volby (bez prostřednictví zemského sněmu) do říšské rady, zvolených 36 českých státoprávníků ovšem odmítlo do říšské rady vstoupit, učinilo tak pouze 27 německých liberálů. Tento neúspěch vedl Potockého k podání demise, císař jej ovšem několikrát odmítl a přijal jeho demisi až 4. února 1871. O dva dny později císař jmenoval vládu Karla von Hohenwarta.

## Složení vlády
| Resort                              | Ministr                       | Nástup do funkce | Konec funkce    |
| ----------------------------------- | ----------------------------- | ---------------- | --------------- |
| ministerský předseda                | Alfred von Potocki-Pilawa     | 12. dubna 1870   | 4. února 1871   |
| ministr zemědělství                 | Alfred von Potocki-Pilawa     | 12. dubna 1870   | 6. května 1870  |
| ministr zemědělství                 | Alexander von Petrino         | 28. června 1870  | 6. února 1871   |
| ministr obchodu                     | Sisinio de Pretis             | 12. dubna 1870   | 6. února 1871   |
| ministr kultu a vyučování           | Adolf von Tschabuschnigg      | 12. dubna 1870   | 28. června 1870 |
| ministr kultu a vyučování           | Karl von Stremayr             | 28. června 1870  | 6. února 1871   |
| ministr financí                     | Karl Distler                  | 12. dubna 1870   | 5. května 1870  |
| ministr financí                     | Ludwig von Holzgethan         | 28. června 1870  | 6. února 1871   |
| ministr vnitra                      | Eduard von Taaffe             | 12. dubna 1870   | 6. února 1871   |
| ministr spravedlnosti               | Adolf von Tschabuschnigg      | 12. dubna 1870   | 6. února 1871   |
| ministr zeměbrany                   | Eduard von Taaffe             | 12. dubna 1870   | 5. května 1870  |
| ministr zeměbrany                   | Victor Widmann-Sedlnitzky     | 5. května 1870   | 28. června 1870 |
| ministr zeměbrany                   | Alfred von Potocki-Pilawa     | 28. června 1870  | 6. února 1871   |
| společní ministři Rakouska-Uherska: |                               |                  |                 |
| * ministr zahraničí                 | Ferdinand von Beust           | 12. dubna 1870   | 6. února 1871   |
| * ministr války                     | Franz Kuhn von Kuhnenfeld     | 12. dubna 1870   | 6. února 1871   |
| * ministr financí                   | Friedrich Ferdinand von Beust | 12. dubna 1870   | 21. května 1870 |
| * ministr financí                   | Menyhért Lónyay               | 21. května 1870  | 6. února 1871   |